# Cipriano Romero
Cipriano Romero Insfran "Toño" (Luque, 26 de septiembre de 1960) es un exfutbolista y entrenador paraguayo. Jugaba de mediocampista y su primer club fue el Sportivo Luqueño, equipo donde es considerado uno de los máximos ídolos.

## Trayectoria
Cipriano Romero se inició en las inferiores del Sportivo Luqueño a los 13 años de edad y más tarde hace su debut en la Primera División a los 18 años de edad, siendo el D.T. don Walter Chamorro. Participó en la Copa Libertadores de 1984 con el Sportivo Luqueño. Posteriormente, vistió la casaca de varios clubes, como Olimpia y Cerro Cora de Campo Grande. Con Olimpia disputa la Copa Libertadores de 1989. Luego se retira del Futbol y termina sus estudios en Escuela Nacional de Educación Física como Director Técnico. 

## Clubes

### Como jugador
| Club             | País     | Año         |
| ---------------- | -------- | ----------- |
| Sportivo Luqueño | Paraguay | 1973 - 1988 |
| Olimpia          | Paraguay | 1989        |
| Sportivo Luqueño | Paraguay | 1990 - 1992 |
| Club Cerro Cora  | Paraguay | 1993        |

### Como Entrenador
| Club                                      | País           | Año           |
| ----------------------------------------- | -------------- | ------------- |
| Club Resistencia (Asist)                  | Paraguay       | 1993 - 1994   |
| Club Cerro Cora                           | Paraguay       | 1996 - 1997   |
| Andres Escobar Soccer NY                  | Estados Unidos | 2000 - 2002   |
| Club FSV Fernheimer Sportverein(Chaco Py) | Paraguay       | 2003 - 2015   |
| Academia Filial Fluminence FC Py          | Paraguay       | 2019-presente |